# Erin Densham
Erin Densham (n. 3 mai 1985, Sydney, Noul Wales de Sud, Australia) este o sportivă ce a reprezentat Australia, medaliată olimpică. A participat la 3 ediții ale Jocurilor Olimpice (2008, 2012, 2016) în care a câștigat o medalie de bronz.